# آدریان راموس
گوستاوو آدریان راموس واسکئس (اسپانیایی: Gustavo Adrián Ramos Vásquez‎؛ زاده ۲۲ ژانویهٔ ۱۹۸۶) بازیکن فوتبال اهل کلمبیا است.

## تیم ملی
وی همچنین در تیم ملی فوتبال کلمبیا بازی کرده‌است.